# Zdeněk Ondráček
Zdeněk Ondráček (* 28. července 1969 Žacléř) je český politik a bývalý policista. V letech 2013 až 2021 poslanec Poslanecké sněmovny PČR, v letech 2012 až 2020 zastupitel Královéhradeckého kraje, v letech 2010 až 2022 zastupitel města Trutnova a člen KSČM (dříve člen KSČ). Jako člen Pohotovostního útvaru VB zasahoval proti demonstrantům během Palachova týdne v roce 1989.

## Služba u VB a Policie ČR
Zdeněk Ondráček, syn Jaroslava Ondráčka (bývalého horníka, funkcionáře KSČ a člena ÚV KSČ), pracoval nejprve od srpna 1987 do března 1988 jako dělník ve výrobě státního podniku Krkonošské papírny Hostinné, provoz Svoboda nad Úpou. Na základě podmínek stanovených zákonem č. 100/1970 Sb., o služebním poměru příslušníků SNB pro přijetí do služebního poměru byl branec Zdeněk Ondráček před nástupem vojenské základní služby vybrán ke službě v Pohotovostním útvaru Veřejné bezpečnosti (PÚ VB, zřízen v letech 1970–1992). Nejprve vykonal 5 měsíců náhradní vojenské služby u útvaru vojsk ministerstva vnitra ve Frýdku-Místku (04/1988 – 08/1988), kam nastoupil 1. dubna 1988.
Po ukončení náhradní vojenské služby byl 09/1988 přijat do služebního poměru příslušníka Sboru národní bezpečnosti a zařazen na dobu 19 měsíců do pohotovostního útvaru, kde absolvoval praporčickou školu SNB a tím získal základní bezpečnostní vzdělání rozšířené o výcvik se speciální technikou a výcvik v řízení motorových vozidel včetně praxe. Před vyřazením z PÚ SNB (02/1990) byl na základě s ním provedeného rozhovoru zařazen k výkonu služby Veřejné bezpečnosti. Povinné absolvování půlroční nástupní policejní školy v Praze splnil Zdeněk Ondráček v rámci služby u pohotovostního útvaru, který jako vzdělávací instituce SNB nástupní policejní školu nahrazoval.
V této době také vstoupil do KSČ (08/1989). Během těchto svých začátků, kdy vykonával službu u pohotovostního útvaru VB, zasahoval v lednu 1989 proti demonstrantům na akci tzv. Palachova týdne a jako mladý ideový agitátor čety byl vybrán, aby se k zásahu před televizí vyjádřil. Na základě dalšího služebního postupu si doplnil na gymnáziu v Trutnově (1990) úplné středoškolské vzdělání zakončené maturitou. Na základě rozkazu MV ČSSR č. 48 ze dne 30. března 1990, kterým bylo všem příslušníkům SNB nařízeno bezpodmínečné přerušení členství a činnosti v politických stranách a politických hnutích, vystoupil 02/1990 z KSČ. Po povýšení do funkce vyšetřovatele si musel Zdeněk Ondráček doplnit vzdělání na „Důstojnické škole Ministerstva vnitra ČR” v Jihlavě, kterou absolvoval od 03/1993 do 07/1993 (škola fungovala v letech 1964–1993).
Po zřízení Policie ČR působil nadále u policie jako vyšetřovatel Útvaru odhalování korupce a finanční kriminality, vedl mimo jiné vyšetřování kauzy Opencard či záležitosti týkající se prezidenta NKÚ Františka Dohnala. Do roku 2015 měl prověrku Národního bezpečnostního úřadu pro stupeň utajení přísně tajné. Na základě zákona č. 186/1992 Sb. o služebním poměru příslušníků Policie České republiky absolvoval během své služby další rozšiřování nebo zvýšení vzdělání:
- 09/1994 – 12/1994 Jazykový institut MV ČR v Praze, německý jazyk[13]
- 09/1997 – 05/2001 Policejní akademie ČR v Praze, bakalářské studium[13]
- 12/2002 – 01/2003 Univerzita Hradec Králové - pedagogická fakulta, doplnění specializace[13]
- 09/2003 – 05/2005 Univerzita Hradec Králové - pedagogická fakulta, magisterské studium[13]
- 09/2004 – 06/2005 Akademie Policejního sboru v Bratislavě, magisterské studium[13]
- 09/2005 – 02/2007 Akademie Policejního sboru v Bratislavě, rigorózní řízení[13]
- 09/2005 – 11/2007 Univerzita Palackého v Olomouci, rigorózní řízení[13]
- 09/2008 – 08/2011 Univerzita Palackého v Olomouci, doktorské studium[13]

Po odchodu od Policie ČR 10/2011 vstoupil 02/2012 opětovně do komunistické strany (KSČM).

## Po odchodu od Policie ČR
Od roku 2011 soukromě podniká, je veden jako jednatel firmy Confisio-CZ, s.r.o. se sídlem v Trutnově a od roku 2012 do roku 2013 byl zástupcem ředitelky Městského gymnázia a střední odborné školy Úpice.

## Politické působení

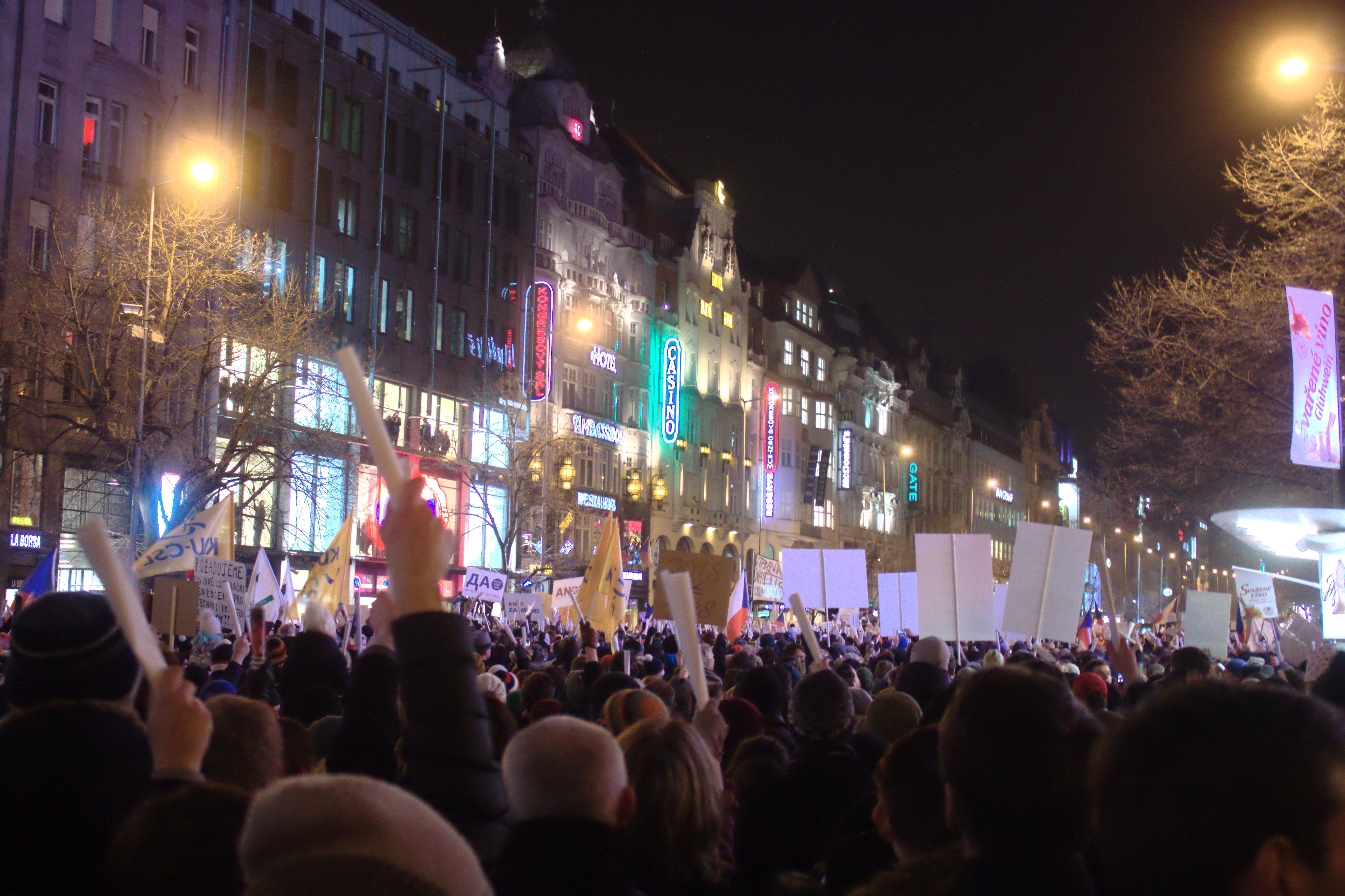
Demonstrace proti zvolení Zdeňka Ondráčka předsedou komise pro kontrolu GIBS na Václavském náměstí v březnu 2018.

Od srpna 1989 do února 1990 byl členem KSČ, v únoru 2012 pak vstoupil do KSČM.
Do politiky vstoupil, když byl v komunálních volbách v roce 2010 zvolen ještě jako nestraník za KSČM do Zastupitelstva města Trutnova. V komunálních volbách v roce 2014 mandát zastupitele města obhájil, když vedl kandidátku KSČM. Zastupitelem města byl zvolen také ve volbách v roce 2018. V komunálních volbách v roce 2022 kandidoval do zastupitelstva Trutnova jako lídr kandidátky KSČM. Mandát zastupitele města se mu však nepodařilo obhájit.
Do vyšší politiky se dostal, když byl v krajských volbách v roce 2012 zvolen za KSČM do Zastupitelstva Královéhradeckého kraje. Ve volbách v roce 2016 svůj mandát za KSČM obhájil. Na kandidátce byl původně na 5. místě, ale vlivem preferenčních hlasů skončil druhý.
V letech 2011 až 2013 působil jako poradce Kontrolního výboru Poslanecké sněmovny PČR.[zdroj?] Ve volbách do Poslanecké sněmovny PČR v roce 2013 kandidoval na druhém místě kandidátky KSČM v Královéhradeckém kraji a byl zvolen poslancem. Ve volebním období 2017–2017 působil ve Stálé komisi pro kontrolu činnosti Bezpečnostní informační služby.
Ve volbách do Poslanecké sněmovny PČR v roce 2017 byl lídrem KSČM v Královéhradeckém kraji. Získal 1 948 preferenčních hlasů, a obhájil tak mandát poslance. Dne 2. března 2018 byl zvolen předsedou Komise pro kontrolu činnosti Generální inspekce bezpečnostních sborů (GIBS). Hlasovalo pro něj 79 poslanců (pro zvolení bylo potřeba minimálně 78 hlasů). O tři dny později oznámil premiér ČR v demisi Andrej Babiš, že navrhne Ondráčkovo odvolání z čela komise. Tuto výzvu následně přijal předseda ODS Petr Fiala, v 11 českých městech se zároveň proti Ondráčkovu zvolení uskutečnily dne 5. března 2018 demonstrace. Den po demonstracích na funkci předsedy Komise pro kontrolu činnosti GIBS rezignoval.
V červenci 2018 nepodpořil druhou vládu Andreje Babiše při hlasování o důvěře, KSČM se přitom zavázala tuto vládu tolerovat. Jako důvod později uvedl, že se neztotožnil s jejím programovým prohlášením v oblasti bezpečnosti. Předseda KSČM Vojtěch Filip jej kvůli tomu vyzval, aby zvážil působení ve výkonném orgánu strany. Sám Filip však později svá slova zlehčoval.
V říjnu 2018 mu Český svaz bojovníků za svobodu udělil pamětní medaili Za vlast a za svobodu. Dne 18. října mu ji osobně předal předseda spolku Jaroslav Vodička. Ocenění, které spolek nezdůvodnil, vzbudilo kritické ohlasy, např. spisovatel Jiří Padevět k němu uvedl: „Konfident Veřejné bezpečnosti a člen normalizační KSČ, zároveň předseda Svazu bojovníků za svobodu soudruh Vodička předal pamětní medaili Za svobodu bývalému příslušníkovi Pohotovostního pluku SNB, poslanci KSČM a podporovateli proruských teroristů soudruhovi Zdeňkovi Ondráčkovi. Připadá to členům spolku, který má v názvu slovo svoboda normální?“
Ve volbách do Evropského parlamentu v květnu 2019 kandidoval na 18. místě kandidátky KSČM. Nebyl sice zvolen, ale získal 10 894 preferenčních hlasů, a celkově tak skončil na 2. místě (tudíž se stal prvním náhradníkem).
V krajských volbách v roce 2020 byl lídrem kandidátky KSČM v Královéhradeckém kraji. Mandát zastupitele se mu ale obhájit nepodařilo, strana se totiž do zastupitelstva vůbec nedostala.
Ve volbách do Poslanecké sněmovny PČR v roce 2021 kandidoval jako lídr KSČM v Královéhradeckém kraji. Zvolen však nebyl, neboť KSČM nepřekročila pětiprocentní hranici nutnou pro vstup do Sněmovny.

## Kontroverze

#### Zákrok v lednu 1989 proti demonstrantům během tzv. Palachova týdne
Po zásahu Pohotovostního útvaru VB v lednu 1989 proti demonstrantům během tzv. Palachova týdne se také vyjádřil v prosinci 1989 v rozhovoru pro časopis Mladý svět, kdy přiznal, že tehdy mlátil lidi a obuškem uhodil i dívku.
V listopadu 1989 poskytl také rozhovor Československé televizi, ve kterém popisoval, jak měli být demonstranti údajně vyzbrojeni. Úryvek z tohoto rozhovoru se pak objevil v roce 2012 v seriálu Vyprávěj.
Po jeho zvolení poslancem Poslanecké sněmovny PČR v roce 2013 vznikla i petice, která ho vzhledem k těmto okolnostem vyzvala k rezignaci na mandát poslance.
Kvůli své minulosti se v roce 2014 dostal i do sporu s Miroslavem Kalouskem, který Ondráčka v průběhu jednání na půdě poslanecké sněmovny označil za „komunistickou mlátičku“ a „komunistického fízla“. Mandátový a imunitní výbor Sněmovny Kalouskovi přikázal se za to Ondráčkovi omluvit, ten to odmítl. S označením Ondráčka Kalouskovými slovy vyjádřily souhlas a podpořily ho v tom, že se nemá omlouvat, i některé veřejné osobnosti, např. šéfredaktor Respektu Erik Tabery.

#### Ukrajina a opakovaná návštěva Donbasu
V prosinci 2015 mu byl po příletu na letiště v Kyjevě znemožněn vstup do země a Ondráček byl nucen obratem odletět. Nežádoucí osobou na Ukrajině se stal v den svého odletu 16. prosince 2015. V lednu 2016 poslanec Ondráček spolu s dalším poslancem za KSČM, Stanislavem Mackovíkem, navštívili separatistickou Doněckou lidovou republiku v den konání tamních komunálních voleb. Ruská i separatistická média označila tuto třídenní návštěvu za oficiální, mluvčí KSČM Cicvárková za soukromou cestu. Zahraniční výbor Poslanecké sněmovny Parlamentu se od jeho cesty distancoval. Poslanec Ondráček vyslovuje ukrajinským separatistům podporu.[zdroj?]
11. května 2019 se vypravil Ondráček do Doněcku na oslavy pátého výročí vyhlášení samozvané separatistické Doněcké lidové republiky na Ukrajině. Uvedl, že šlo o soukromou cestu, nicméně na akci přijel ve voze s českou vlaječkou, hlasatel oznámil příjezd „delegace České republiky“, Ondráček vystoupil na červený koberec a přivítala ho čestná stráž v čele se separatistickým prezidentem Denisem Pušilinem. Nato zahrála česká hymna. Ministr zahraničí Tomáš Petříček napsal, že šlo o ostudu České republiky, kterou Ondráček při této akci nezastupoval. Ministerstvo zahraničí k tomu uvedlo, že neuznává republiky na dočasně okupovaných územích Ukrajiny a že do nich ani neuspořádává žádné zahraniční cesty. Uvedlo, že Ukrajina zapovídá vstup do těchto území bez zvláštního povolení, za což hrozí pokuta, vykázání z Ukrajiny nebo i trestní stíhání. Proti tomuto aktu se vymezily i sněmovní opoziční strany - místopředseda KDU-ČSL Jan Bartošek připomněl v souvislosti s Ondráčkem vzpomínku na období komunismu, předseda poslaneckého klubu TOP 09 Miroslav Kalousek uvedl, že se Ondráčkova návštěva blíží vlastizradě: „Ústavní činitel, který přísahal na zákony ČR, jedná v přímém rozporu se zahraniční politikou státu a v zájmu cizí moci.“ Nicméně poslanci ANO, sociálních demokratů a komunistů způsobili, že neprošel ani návrh, aby se Sněmovna od cesty Z. Ondráčka distancovala.

#### Pochybení v disertační práci
V říjnu 2019 portál iDNES.cz uvedl, že Ondráček v disertační práci „Násilí jako sociálně patologický jev v rodině“ na Univerzitě Palackého v Olomouci doslovně opsal celé odstavce z jiných závěrečných prací bez citace zdrojů. Při kontrole práce v roce 2011 olomoucká univerzita nezjistila pochybení a na podezření z plagiátorství zareagovala novým přezkumem. V listopadu 2019 univerzita potvrdila, že v disertační práci používal pasáže z jiných zdrojů, které necitoval. Kontrola též zjistila, že teoretická část, tvořící více než polovinu jeho práce, byla kompilací již známých poznatků. Přestože Ondráčkovi žádný postih nehrozil, protože již uplynula zákonem určená tříletá lhůta k odebrání neprávem získaného titulu Ph.D., tak jej univerzita formou morálního apelu vyzvala k jeho nepoužívání.

#### Další kontroverzní kroky a vystupování
V listopadu 2016 stál v čele 64 poslanců z KSČM, ANO, ČSSD a Úsvitu, kteří podali návrh na vrácení paragrafu o hanobení prezidenta republiky do trestního zákoníku.
V červnu 2018 se přibližně 60 lidí v Hradci Králové přiotrávilo ze zkaženého masa v kebabu. Zdeněk Ondráček na svém facebookovém profilu mylně informoval, že kebab v Hradci Králové byl úmyslně otráven. Zřejmě nepochopil informaci z rádia Impuls.

## Soukromý život
Zdeněk Ondráček je ženatý. Má dvě dcery Lenku a Lucku.